# Szalmonellózis
A szalmonellózis egy szalmonellabaktérium által okozott fertőző gyomor-bél betegség.  Rossz higiéniás körülmények, a szennyezett ivóvíz és fertőző élelmiszerek fogyasztása idézi elő. Ételmérgezésnek számít. Az ezzel a baktériummal való fertőzés  kiszáradást okozva a beteg halálához vezethet.
A tudomány a szalmonella 2600 szerotípusát ismeri. 2004 márciusában felfedezték a Salmonella choleraesuis alfajt, ami rezisztens a legtöbb ismert antibiotikumra, és virulensebb, mint a törzsalak.
A szalmonellák a következő betegségeket okozhatják embernél:
- Hányás-hasmenés, a Salmonella Enteritidis, Salmonella Typhimurium, és más fajok által. Általában ezt nevezik szalmonellózisnak.
- Hastífusz a Salmonella Typhi által.
- Paratífusz a Salmonella Paratyphi által.

Mivel a tífusz és a paratífusz lényegesen különbözik a szűkebb értelemben vett szalmonellózistól, azért ezeknek külön cikket szánunk.

## Előfordulása
Ellentétben a S. Typhi és S. Paratyphi fajokkal, melyeknek egyedüli gazdája az ember, a többi szerotípust más fajok is hordozzák vagy betegszenek meg tőlük. Köztük vannak hüllők, szárnyasok, szarvasmarhák és sertések.  A kórokozók ott vannak a fertőzött állatok izomzatában is, de bekerülnek tejbe és tojásba is. Nem megfelelő vágási és feldolgozási körülmények esetén a munkában részt vevők is átvihetik a baktériumokat. A fertőzött állatok, emberek székletével szennyezett ivóvíz fertőzésforrás azokban az országokban, ahol a higiéniai szabályok nem megfelelők. A fertőzéshez szükséges csíraszám egyébként egészséges felnőttek esetén 
10 000-től 1 000 000-ig terjed. Gyenge immunrendszerűeknél, időseknél, csecsemőknél, kisgyerekeknél akár 100 csíra is okozhat fertőzést.
Az Amerikai Egyesült Államokban 25 év alatt megduplázódott a megbetegedés aránya, amit fertőzött tojások okoznak. Ennek oka a baktérium jelenléte a tyúk petefészkében és petevezetékében, így a kórokozó már azelőtt benne van a tojásban, hogy héj képződne rajta. Párás levegőben, meleg környezetben a kórokozók képesek áthatolni a vékony vagy sérült tojáshéjon.
Svájcban a Bundesamt für Gesundheitnél hozzáférhető az 1999 óta jelentett esetek száma. Németországban a Robert-Koch Intézetnél 2003-ban 63 000, 2004-ben 57 000, 2005-ben 55 000, 2014-ben 16 222 esetet jelentettek. Az igazolt halálesetek száma 2004-ben 51, 2005-ben 46, 2014-ben 17 volt. Ez nagyon kevés azzal szemben, hogy fertőző emésztőszervi betegségek miatt (ICD-10 A00 - A09) 2004-ben összesen 942 halálesetről számolt be a Szövetségi Statisztikai Hivatal; mivel az Enteritis infectiosa legfőbb kiváltója a szalmonella. A Nationale Referenzzentrum für Krankenhaushygiene (NRZ) becslései szerint csak minden tizedik esetet jelentettek. A leggyakrabban kimutatott kórokozók az Enteritidis és a Typhimurium.

## Lefolyása
Szűkebb értelemben a szalmonella tünetei hányás és hasmenés. A lappangási idő néhány órától egy hétig terjedhet a szennyezett élelem vagy folyadék fogyasztása után, de átlagosan 20–24 óra. A betegség időtartama általában órákban vagy napokban mérhető; ekkor antibiotikum nélkül is meggyógyulhat a beteg. Ez akadályozza, hogy a kórokozó multirezisztenssé váljon. Kivételes esetekben hónapokig tarthat. A kórokozót a székletből tenyésztéssel mutatják ki. A tünetek elmúlása után a gyógyult beteg hetekig baktériumokat üríthet, ezért eltiltják például az úszástól. Ezt már nem kísérik a betegség tünetei.
A betegek 5%-ánál a betegség súlyosabb változata alakul ki: 38 és 39 °C közötti láz, masszív folyadékveszteség, gyors fogyás, emiatt kórházi kezelés válik szükségessé. Ez leginkább a gyerekeket, időseket, és immungyenge felnőtteket érinti.
Bizonyos törzsekkel való fertőzés után a gyógyult beteg akár tíz hétnél tovább is ürítheti a baktériumokat.

## Elkülönítése
A székletből izolált csírákat különböző táptalajokra oltják, hogy megkülönböztessék más enterobaktériumoktól, azaz a gyomor- és bélrendszerben előforduló többi baktériumfajtól:
- Önöz-agar
- Xilóz-lizin-dezoxiklorát-agar
- Hectoen-agar

Az altípust Gruber-féle antigénelemzéssel határozzák meg. Először az izolált csírákat omnivalens antitestszuszpenzióval (tífusz-paratífusz-enteridisz-szérum, rövidítve: TPE-szérum) előtesztelik. Ezután csoportspecifikus antitestszuszpenziókat vizsgálnak, végül monospecifikus antitesteket. A kórokozót epidemiológiai szempontból minden lépésben besorolják a megfelelő Kauffmann-White-sémába. Az elemzéshez az o-antitesteket használják fel, melyek specifikusak az egyes altípusokra.

## Megelőzése
A szalmonellák 10 és 50 °C körül szaporodnak. 10 °C alatt, a hűtőszekrényben szokásos hőmérsékleten nem szaporodnak, de nem is pusztulnak el. Elpusztításukhoz a fertőzött élelmiszer teljes térfogatának 70 °C fölé kell melegedni legalább 10 percre. Mivel a hűtőszekrény nem pusztítja el őket, azért a felengedett húsfélék levét lefolyóba kell önteni. Ha meleg vízben engedik fel, akkor a víz is fertőzöttnek tekinthető, illetve a  húst is jól át kell főzni vagy sütni, mivel a meleg víz kedvez a szalmonelláknak.
Előfordulhat a már átfőzött vagy átsült élelmiszer újrafertőzése is, ha a nyers húshoz használt vágódeszkára teszik, vagy a nyers húshoz használt evőeszközöket alapos mosogatás nélkül tovább használják (keresztfertőzés). A nyers szárnyashússal való érintkezés után alaposan kezet kell mosni.
A gyárilag készült tojástartalmú termékeket pasztőrözni kell.
A szalmonellózis bejelentésköteles betegség. Erre azért van szükség, hogy megelőzzék a nagyobb járványokat. Előre nem látható következményekkel járhat, ha egy élelmiszerrel dolgozó személy betegségét nem jelentik be, mivel sok emberhez juthat el az az élelmiszer, amivel foglalkozik. Németországban mégis csak gyaníthatóan az esetek 5–10%-át jelentik be, mivel maguk a betegek sem ismerik fel, hogy ez szalmonellózis, és nem keresik fel az orvost.

## Más fajoknál
- Szarvasmarha szalmonellózisa
- Sertés szalmonellózisa

A szalmonellózisra a szarvasmarha és a juh érzékenyebben reagál, mint az ember; ellenben a sertés akár tünetmentes is lehet, vagy megúszhatja kisebb hasmenéssel. Szarvasmarha és juh esetén egyes formák akár egy napon belül is halált okozhatnak. Különösen érzékenyek a fiatal állatok. A túlélők tíz hétnél tovább ürítik a baktériumokat, melyek megjelennek a tejben is. A betegség antibiotikummal kezelhető.

## Érdekességek
Vas Zoltán (1952) blueszenész az 1970-es évek elején írta Szalmonella blues című dalát, melyben a víziszárnyasok tojásaiban rejlő veszélyekre hívja föl a figyelmet, egyszersmind az élelmiszerek helytelen tárolásának kockázataira is.